# Attingham Park

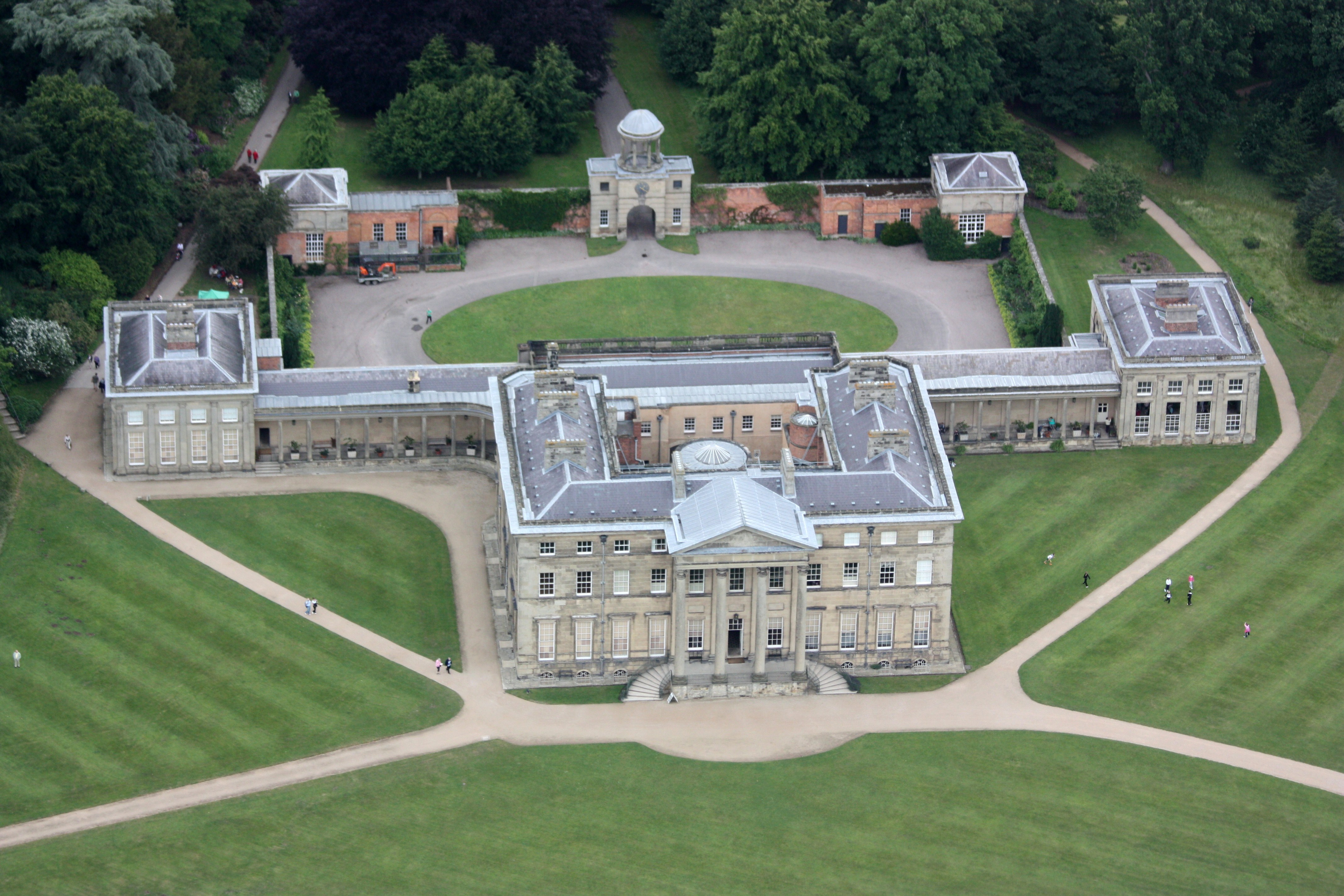
Luftbild

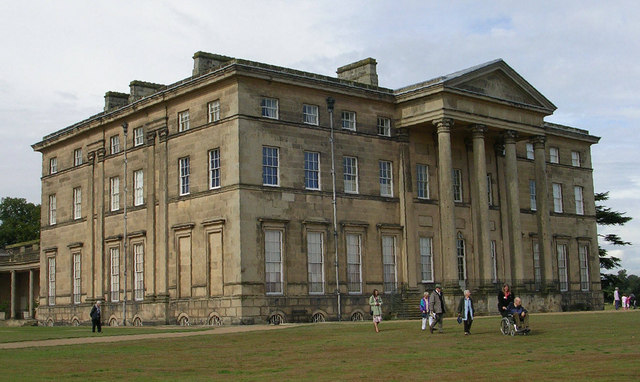
Attingham Hall

Attingham Park ist ein Anwesen nahe Atcham, Shropshire. 
Es gehört heute dem National Trust. Lord Berwick errichtete Attingham Hall im Jahre 1785. Durch die Anlage fließt der Tern, der südlich des Parks von links in den Severn mündet.

## Geschichte

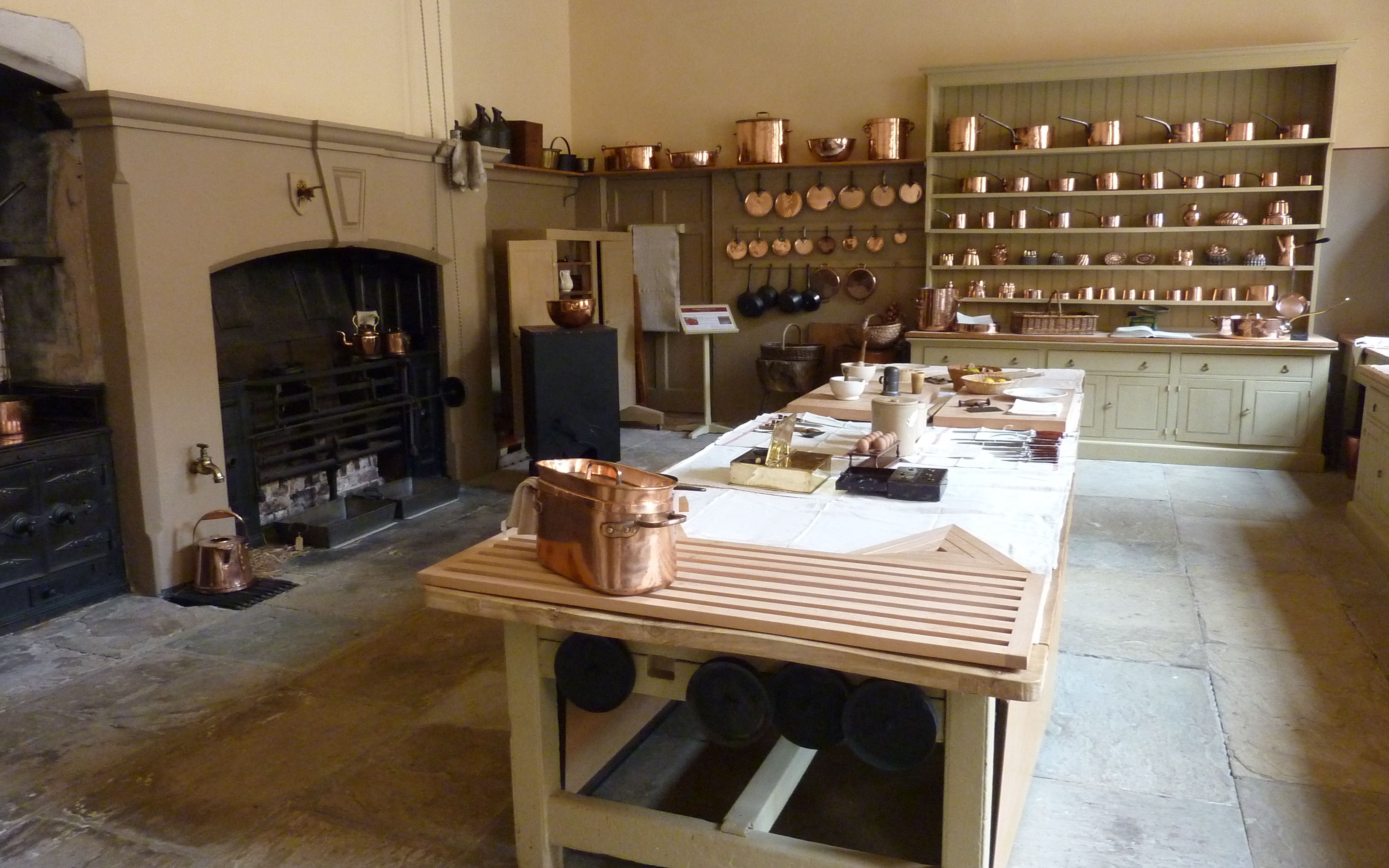
Küche

Die Gegend ist seit der Bronzezeit besiedelt. Aus der Zeit der normannischen Eroberung Englands sind Reste eines Ritterguts und eines Burggrabens erhalten. Ein mittelalterliches Dorf namens Berwick Maviston wird im Domesday Book von 1086 erwähnt. 
1785 errichtete George Steuart, ein Schüler von James Wyatt, im Auftrag von Lord Berwick das klassizistische Gebäude. Der Journalist Simon Jenkins, Vorsitzender des National Trust, kritisierte, die Fassade sei „übertrieben groß, fast barackenähnlich“. Der Landschaftsgarten wurde von Humphry Repton gestaltet. Zu Beginn des 19. Jahrhunderts fügte der Architekt John Nash für den 2. Lord Berwick eine Bildergalerie sowie die nahegelegene Villa Cronkhill hinzu.
Seit 1947 ist Attingham Park im Besitz des National Trust. Der Landsitz wird allerdings privat bewirtschaftet und ist nur einige Tage im Jahr öffentlich zugänglich. 2019 wurde Attingham Park von rund 557.000 Personen besucht. 2024 betrug die Besucherzahl etwa 582.000 Personen.